# Yo'okop
Yo'okop è un'antica città maya situata nella regione di Cochuah nello stato messicano di Quintana Roo. Questa zona è conosciuta in particolare per essere stata al centro della guerra delle caste del XIX secolo.
Il sito venne reso noto al pubblico con le ricerche dell'archeologo Herbert Spinden durante gli anni 20, ma i lavori più concreti non iniziarono prima del XXI secolo.
Prima del progetto di Shaw and Johnstone, il Carnegie Institution of Washington fece studi negli anni 50. Il sito era stato studiato anche da Reginald Wilson, che pubblicò i risultati negli anni 70.
La città era grande e ospitava un buon numero di abitanti prima della conquista spagnola. Il nome si riferisce a un grande lago stagnante presso la zona meridionale dell'insediamento.
Il sito ospita una piramide (S4W1-1) semisepolta dalla vegetazione alta 28 metri. Vi sono quattro gruppi architetturali fatti di pietra e di altri materiali durabili. Questi gruppi sono collegati da strade, i sacbé. Le zone tra questi grandi gruppi erano popolate da case costruite in materiali deperibili, legno e fogliame.
Un progetto archeologico iniziato nel 2000 ha portato diversi risultati nello studio delle ceramiche e della mappatura della zona. 
Linnea Wren and Travis Nygard hanno analizzato i monumenti di Yo'okop, e vi sono due stele che rappresentano governatori maschi e un pannello su muro di un giocatore di palla, tutti in basso rilievo. Ci sono anche scalini con iscrizioni che riportano l'esistenza di una regina, Kaloomte Na Cha'ak Kab, che potrebbe aver regnato nella città sotto il gran signore Testimone del Cielo di Calakmul o Dzoyola. Gli scalini non erano in situ.